# 横嶋俊久
横嶋 俊久（よこしま としひさ、1980年 - ）は、日本のアニメ演出家・監督。神風動画所属。
ゲームのPVやOP、ミュージックビデオ等の演出を多く手がけていたが、よりストーリー性を持った作品にチャレンジしたいと2009年に短編『アマナツ』を監督。その後オリジナル作品として発表したディストピアSF作品『COCOLORS』では脚本も担当している。

## 来歴・人物
2003年より神風動画に所属し、多数のCM・MV・ゲームムービーの演出を手がける。
2009年、初のオリジナル作品『アマナツ』を監督。同作はシュトゥットガルト国際アニメーション映画祭で上映された。
その後、「もう神風動画を辞めたい」と代表である水﨑淳平に話したところ「辞めるのなら、何か作品をつくってからにしない?」と提案されて中編作品『COCOLORS』を制作。同作はファンタジア国際映画祭にて最優秀賞にあたる今敏賞を受賞。
神風動画入社時は社員は4名のみで重要な仕事を任された。「絵を描いてお金をもらえるなら、ほかの仕事やアルバイトより絶対に恵まれている」と精力的に制作に取り組んだ。
なお、同社入社前にアニメーション制作について学んだことはなく、入社後にアニメーションを実際に制作する過程、いわば「現場たたき上げ」で勉強することとなった。
2023年4月、鳥山明原作の映画『SAND LAND』にて監督を務めることが発表された。
『ドラえもん』と『ドラゴンボール』が好きであり、神風動画の入社面接で「好きな作品は？」と聞かれたときにもその2作を挙げている。

## 作風
- 自身のオリジナル作品である『アマナツ』では、セリフはほぼ無し、長回しを多用、また余白を意図的に使用。これらは、登場人物の心情の微妙な変化の表現や、受け手の想像力を掻き立てることにつながっている[9]。
- 『COCOLORS』では、説明的なセリフは少なく、登場人物のマスク越しの顔の表情も描かない一方で、登場人物のしぐさ（特に手の表現）で心情の微妙な変化を表現した。また、「無彩色の世界」で「色」を獲得していく表現には、各色毎に出力、組み上げる「多色刷り版画」の手法を取り入れた[10]。
- 『COCOLORS』が、文化庁メディア芸術祭のアニメーション部門・優秀賞の贈賞理由として、西久保瑞穂は「人間の重みを感じさせるCG」という表現を用いている[11]。

## 参加作品
| 年     | タイトル                                                                            | ジャンル                          |
| ------ | ----------------------------------------------------------------------------------- | --------------------------------- |
| 2006年 | ドラゴンクエスト 少年ヤンガスと不思議のダンジョン                                   | ゲームムービー / OP               |
| 2007年 | ファイナルファンタジータクティクス 獅子戦争                                         | アニメ                            |
| 2009年 | アマナツ                                                                            | アニメ                            |
| 2009年 | ドラゴンクエストIX 星空の守り人                                                     | ゲームアニメーションムービー      |
| 2009年 | EXILE『愛すべき未来へ』                                                             | MV                                |
| 2010年 | キッズ向けワーニング映像                                                            | アニメ                            |
| 2010年 | ドラゴンクエスト モンスターバトルロードビクトリー                                   | ゲームOP                          |
| 2011年 | UTOPIA〜ユートピア〜                                                                | TVCM                              |
| 2011年 | ドラゴンクエスト25周年記念 ファミコン&スーパーファミコン ドラゴンクエストI・II・III | ゲームOP / プロモーションムービー |
| 2012年 | ファイアーエムブレム 覚醒                                                           | ゲームムービー / OP               |
| 2013年 | 油面奇譚                                                                            | オリジナル作品                    |
| 2013年 | クイズRPG 魔法使いと黒猫のウィズ                                                    | アプリゲームOP                    |
| 2014年 | SHORT PEACE 月極蘭子のいちばん長い日                                                | ゲームムービー / OP               |
| 2014年 | 株式会社クボタ『命の目線から編』                                                    | TVCM                              |
| 2014年 | 白猫プロジェクト                                                                    | アプリゲームPV                    |
| 2018年 | COCOLORS                                                                            | 中編アニメーション                |
| 2019年 | テイルズオブクレストリア                                                            | アプリゲームOP                    |
| 2020年 | 映画ドラえもん のび太の新恐竜                                                       | 劇場OP                            |
| 2020年 | テイルズ オブ クレストリア-咎我ヲ背負いて彼は発つ-                                  | テレビアニメ                      |
| 2023年 | SAND LAND                                                                           | 劇場アニメ                        |
| 2024年 | SAND LAND: THE SERIES                                                               | Webアニメ                         |